# IC 2483
IC 2483 је спирална галаксија у сазвјежђу Лав која се налази на листи објеката дубоког неба у Индекс каталогу.
Деклинација објекта је + 30° 59' 40" а ректасцензија 9h 29m 25,7s. Привидна величина (магнитуда) објекта IC 2483 износи 14,9 а фотографска магнитуда 15,7. IC 2483 је још познат и под ознакама CGCG 152-17, PGC 26928.